# Cryptocyclops gemellus
Cryptocyclops gemellus – gatunek widłonoga z rodziny Cyclopidae. Jako pierwszy opisał go w 1928 roku brytyjski zoolog Robert Gurney, nadając mu nazwę Microcyclops gemellus.